# FFH-Gebiet Stiftungsflächen Schäferhaus
Das FFH-Gebiet Stiftungsflächen Schäferhaus ist ein NATURA 2000-Schutzgebiet in Schleswig-Holstein. Es hat eine Fläche von 107 ha und liegt im westlichen Stadtgebiet von Flensburg. Es ist Teil des Stiftungslandes Schäferhaus der Stiftung Naturschutz Schleswig-Holstein. Das FFH-Gebiet wurde bis 1998 als Truppenübungsplatz von der Bundeswehr genutzt.

## FFH-Gebietsgeschichte und Naturschutzumgebung
Der NATURA 2000-Standard-Datenbogen für dieses FFH-Gebiet Stiftungsflächen Schäferhaus wurde im Juni 2004 vom Landesamt für Landwirtschaft, Umwelt und ländliche Räume (LLUR) des Landes Schleswig-Holstein erstellt, im September 2004 der Naturschutzbehörde der EU als Gebiet von gemeinschaftlicher Bedeutung (GGB) vorgeschlagen, im November 2007 von der EU als GGB bestätigt und im Januar 2010 national nach § 32 Absatz 2 bis 4 BNatSchG in Verbindung mit § 23 LNatSchG als besonderes Erhaltungsgebiet (BEG) bestätigt. Am 14. Januar 2011 wurde der Managementplan für das FFH-Gebiet Stiftungsflächen Schäferhaus vom damaligen Ministerium für Landwirtschaft, Umwelt und ländliche Räume des Landes Schleswig-Holstein veröffentlicht. Dieser wird laufend fortgeschrieben. An der Ostseite des FFH-Gebietes überschneidet sich dieses auf einem kleinen Teil mit dem Landschaftsteil Nr. 7 „Am Mückenteich“, einem Naturschutzgebiet der Stadt Flensburg.

## FFH-Erhaltungsgegenstand
Der FFH-Erhaltungsgegenstand mit Stand 2006 sind folgende 2 FFH-Lebensraumtypen des Anhangs I der FFH-Richtlinie von besonderer Bedeutung:
- 4030 Trockene Heiden
- 6230 Artenreiche Borstgrasrasen

sowie ein FFH-Lebensraumtypen des Anhangs I der FFH-Richtlinie von Bedeutung:
- 9190 Alte bodensaure Eichenwälder auf Sandebenen mit Stieleiche (im Standarddatenbogen Stand Mai 2019 nicht mehr enthalten)[6]

## FFH-Erhaltungsziele
Alle genannten FFH-Erhaltungsgegenstände wurden auch zu Erhaltungszielen erklärt. Die FFH-Erhaltungsziele mit Stand 2006 sind damit folgende 2 FFH-Lebensraumtypen des Anhangs I der FFH-Richtlinie von besonderer Bedeutung:
- 4030 Trockene Heiden
- 6230 Artenreiche Borstgrasrasen

sowie ein FFH-Lebensraumtypen des Anhangs I der FFH-Richtlinie von Bedeutung:
- 9190 Alte bodensaure Eichenwälder auf Sandebenen mit Stieleiche (im Standarddatenbogen Stand Mai 2019 nicht mehr enthalten)[6]

In 2010 wurden die Lebensraum- und Biotoptypen erfasst und kartiert.

## FFH-Analyse und Bewertung
Die Angaben über die Verbreitung des Lebensraumtyps Trockene Heiden (Code 4030) haben sich im Lauf der Jahre stark verändert. Wurden im Managementplan (Stand 2005) noch eine Fläche von 10 ha ausgewiesen, so sind es im aktuellen Standarddatenbogen für die EU (Stand Mai 2019) nur noch 2,7 ha. Wurde der Lebensraumtyp Artenreiche Borstgrasrasen (Code 6230) bei der ersten Kartierung (Stand 2001) gar nicht festgestellt, so waren es 2005 2 ha. Im Standarddatenbogen (Stand Mai 2019) sind es 6,9 ha. Vergleicht man die Luftbilder aus den entsprechenden Perioden, sieht man kaum Unterschiede in der Vegetation. Das deutet auf eine starke Unsicherheit in der Interpretation der Lebensraumtypen hin.
Die FFH-Analyse und Bewertung soll Hinweise für künftige Erhaltungs- und Entwicklungsmaßnahmen geben.

## FFH-Maßnahmenkatalog
Die bereits durchgeführten sowie geplante und wünschenswerte Maßnahmen sind im Managementplan von 2011 beschrieben. Schwerpunkte sind die Offenhaltung der steppenartigen Graslandschaft durch extensive Beweidung mit Robustrindern und Ziegen durch den Pächter Bunde Wischen, sowie die Verhinderung der Ausbreitung invasiver nicht gebietstypischer Arten. Die Einzelmaßnahmen sind zusätzlich in Maßnahmenblättern und in zwei Karten ausführlich dokumentiert. Der Wunsch, das Gebiet zu erweitern und zu einem neuen Naturschutzgebiet zu erklären, ist bis Stand Juni 2020 noch nicht erfüllt worden.

## FFH-Erfolgskontrolle und Monitoring der Maßnahmen
In Schleswig-Holstein wird alle 6 Jahre stichprobenartig die Umsetzung der Maßnahmen überprüft. Die letzte Veröffentlichung eines Monitoring für dieses FFH-Gebiet erfolgte am 10. Februar 2012 durch das Planungsbüro Mordhorst-Brettschneider GmbH als Textbeitrag mit zwei Karten über die Lebensraum- und Biotoptypen.

## Bildergalerie

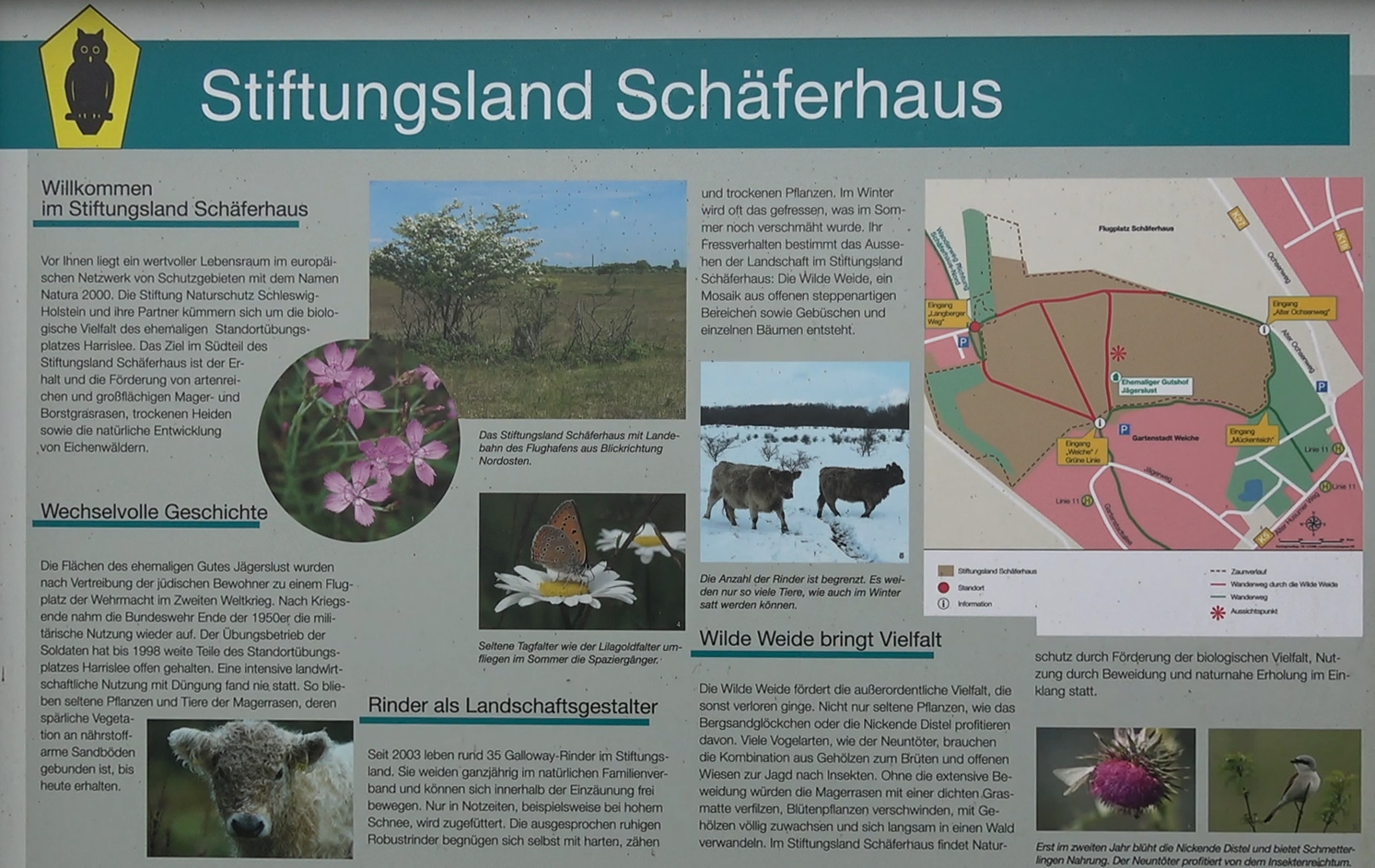
Hinweistafel im FFH-Gebiet Stiftungsflächen Schäferhaus
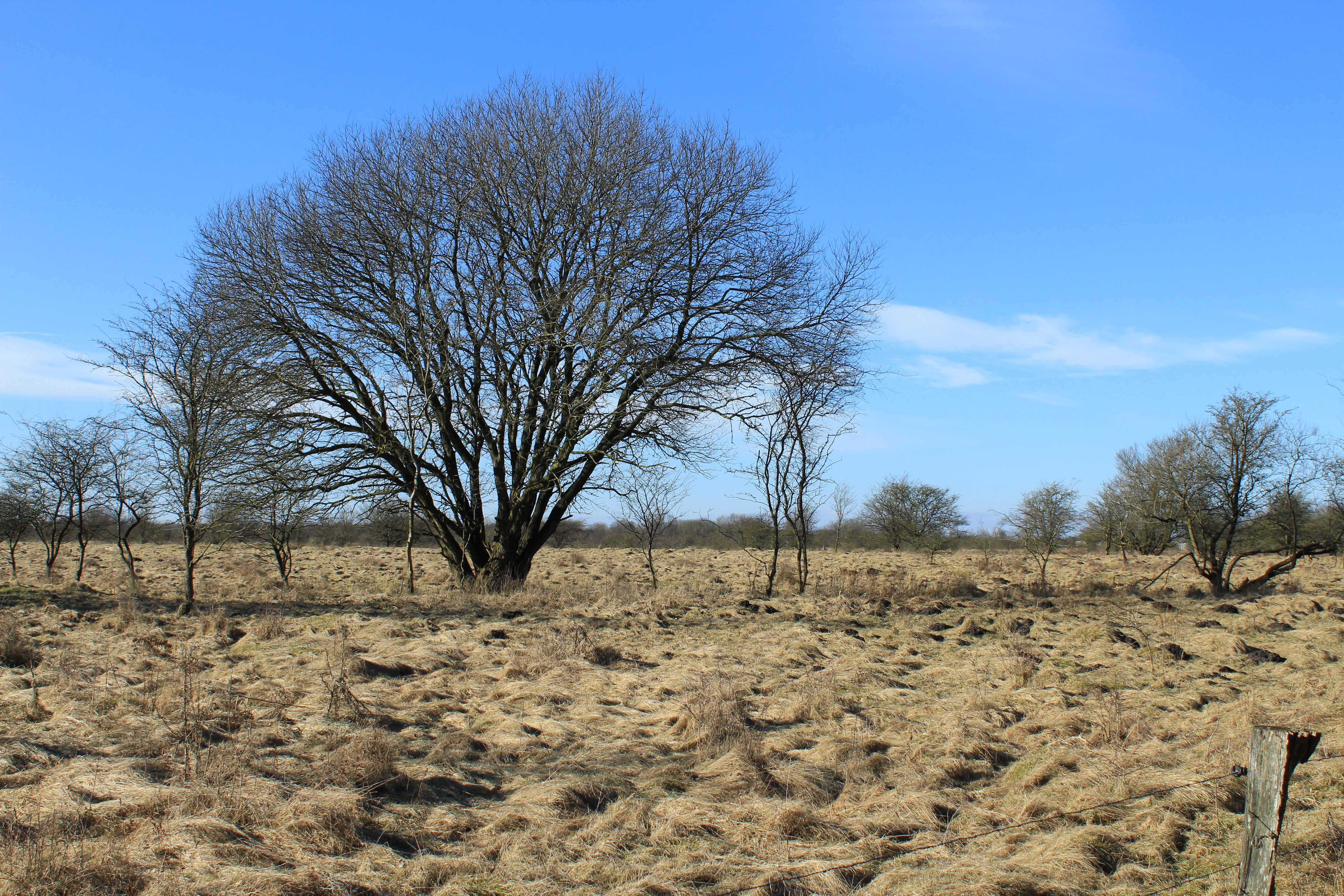
FFH-Gebiet Stiftungsflächen Schäferhaus im Winter
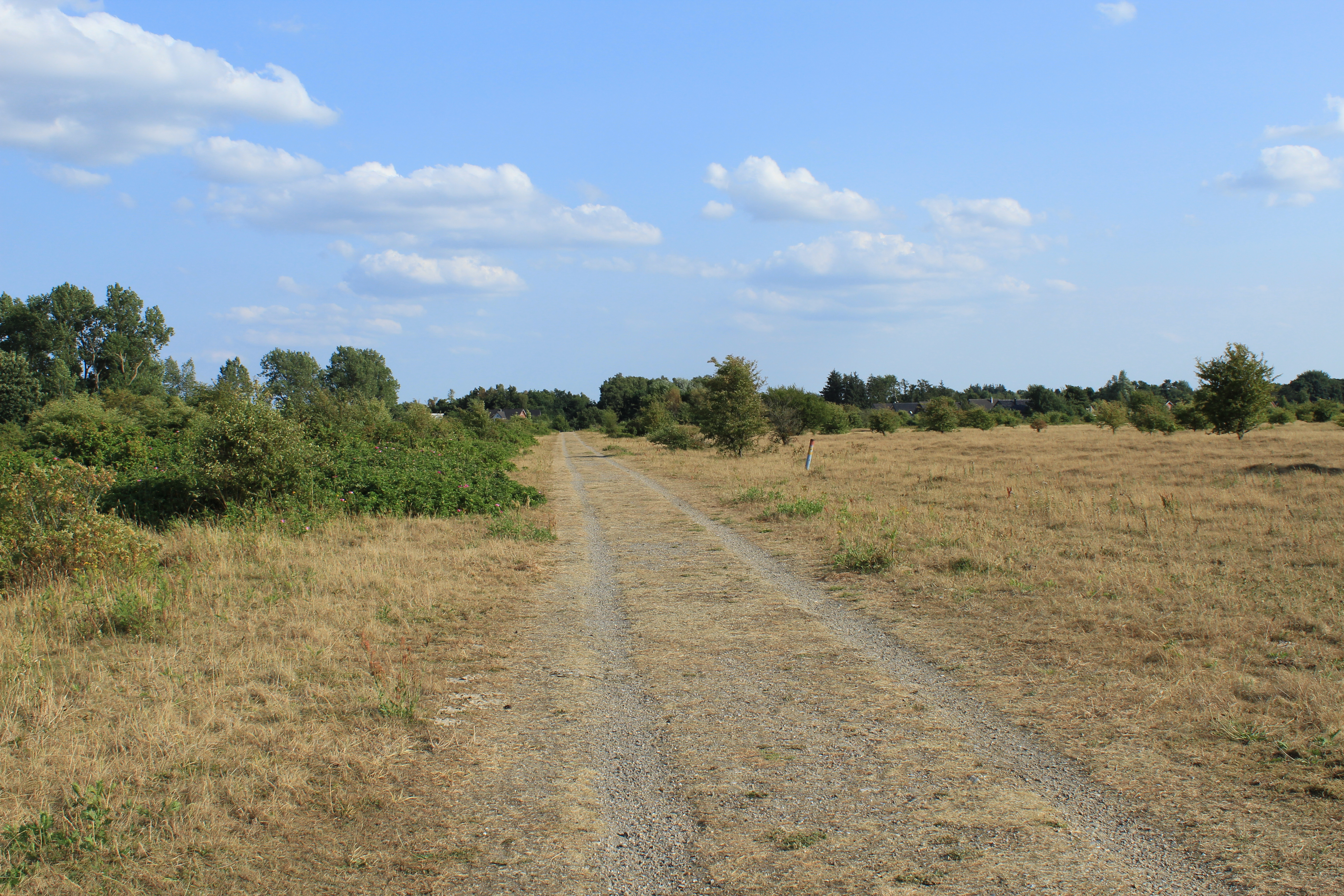
FFH-Gebiet Stiftungsflächen Schäferhaus im Sommer
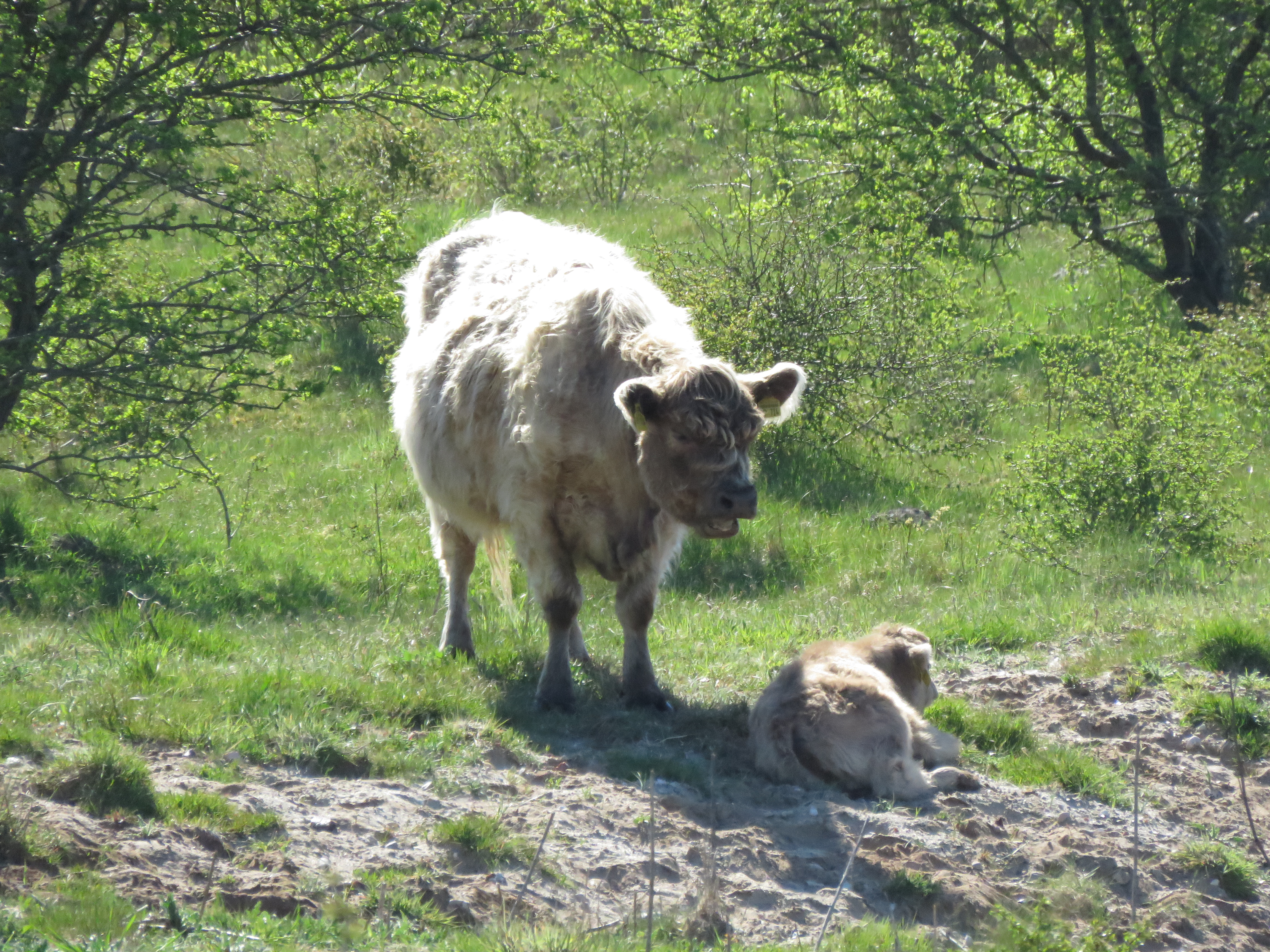
Robustrind mit Kalb im FFH-Gebiet